# Tabera de Abajo
Tabera de Abajo es un municipio y localidad española de la provincia de Salamanca, en la comunidad autónoma de Castilla y León. Se integra dentro de la comarca de la Tierra de Ledesma. Pertenece al partido judicial de Salamanca y a la Mancomunidad Comarca de Ledesma.
Su término municipal está formado por las localidades de Carreros, Encinasola de las Minayas, Padierno, San Román, Tabera de Abajo, Tabera de Arriba, Taberuela, Tellosancho, Teso del Corcho, San Lorenzo y Valdefresno, además de por los despoblados de Berrocal de la Espinera, Berrocal del Campo y Valdechapero, ocupa una superficie total de 63,78 km² y tiene una población de 99 habitantes (INE 2024).

## Historia
Su fundación se remonta a la repoblación efectuada por los reyes de León en la Edad Media, quedando integrada la localidad en el cuarto de Baños de la jurisdicción de Salamanca, dentro del Reino de León, denominándose entonces "Tavan de Moriel". En cuanto a las pedanías del municipio en el siglo XIII existía Tavera de Carreros (Carreros), también en el cuarto de Baños. Con la creación de las actuales provincias en 1833, Tabera de Abajo quedó encuadrado en la provincia de Salamanca, dentro de la Región Leonesa.
Hacia mediados del siglo XIX, el lugar, ya por entonces con ayuntamiento propio, tenía contabilizada una población de 63 habitantes. Aparece descrito en el decimocuarto volumen del Diccionario geográfico-estadístico-histórico de España y sus posesiones de Ultramar de Pascual Madoz con las siguientes palabras:

TABERA DE ABAJO: l. con ayunt. al que estan unidas las ald. de Carreros y Tellosancho, y los desp. y alq. de Berrocal de Padierno, Encinasola de los Minayas, Padierno, Tabera de Arriba y Taberuela en la prov. y dióc. de Salamanca (5 1/2 leg.), part. jud. de Ledesma (4 1/2), aud. terr. de Valladolid y c. g. de Castilla la Vieja. sit. en terr. llano en la márg. izq. del riach. llamado Iranco; el clima es regular y no se conocen enfermedades especiales. Se compone de unas 20 casas de mediana construccion; una igl. parr. (San Juan Bautista) servida por un beneficiado de segundo ascenso, cuya igl. tiene por anejo la de Tabera de Arriba. Confina el térm. por el N. con Porqueriza; E. Calzada de D. Diego y El Tejado; S. Quejigal, y O. la Moral de Castro; hay en él varios manantiales de buenas aguas, y le pasa el pequeño r. Iranco que va á desaguar en el de la Matilla El terreno participa de monte y llano, es de secano, pero con mucho arbolado de encina y roble. caminos: hay uno carretero que conduce por Canillas á Rollan y Ledesma y los que comunican con los pueblos limítrofes. El correo se recibe de Ledesma. prod.: trigo, centeno, legumbres y pastos; hay ganado lanar, vacuno y de cerda, y caza menor. pobl.: 17 vec., 63 alm. riqueza prod.: 315,600 rs. imp.: 15,780.
(Madoz, 1849, p. 542)

## Geografía humana

### Demografía
Cuenta con una población de 99 habitantes (INE 2024).
| Gráfica de evolución demográfica de Tabera de Abajo entre 1842 y 2021                                                                                                |
| |
| Población de derecho según los censos de población del INE Población de hecho según los censos de población del INEEn este censo se denominaba Tavera de Abajo: 1842 |

### Núcleos de población
El municipio se divide en varios núcleos de población, que poseían la siguiente población en 2015 según el INE.
| Núcleo de población       | Población |
| ------------------------- | --------- |
| Tabera de Abajo           | 65        |
| Carreros                  | 13        |
| Padierno                  | 8         |
| Tabera de Arriba          | 7         |
| Tellosancho               | 5         |
| Encinasola de las Minayas | 4         |
| Teso del Corcho           | 4         |
| San Román                 | 3         |
| Valdefresno               | 3         |
| Taberuela                 | 2         |
| San Lorenzo               | 1         |
| Berrocal de la Espinera   | 0         |
| Berrocal del Campo        | 0         |
| Valdechapero              | 0         |

## Administración y política

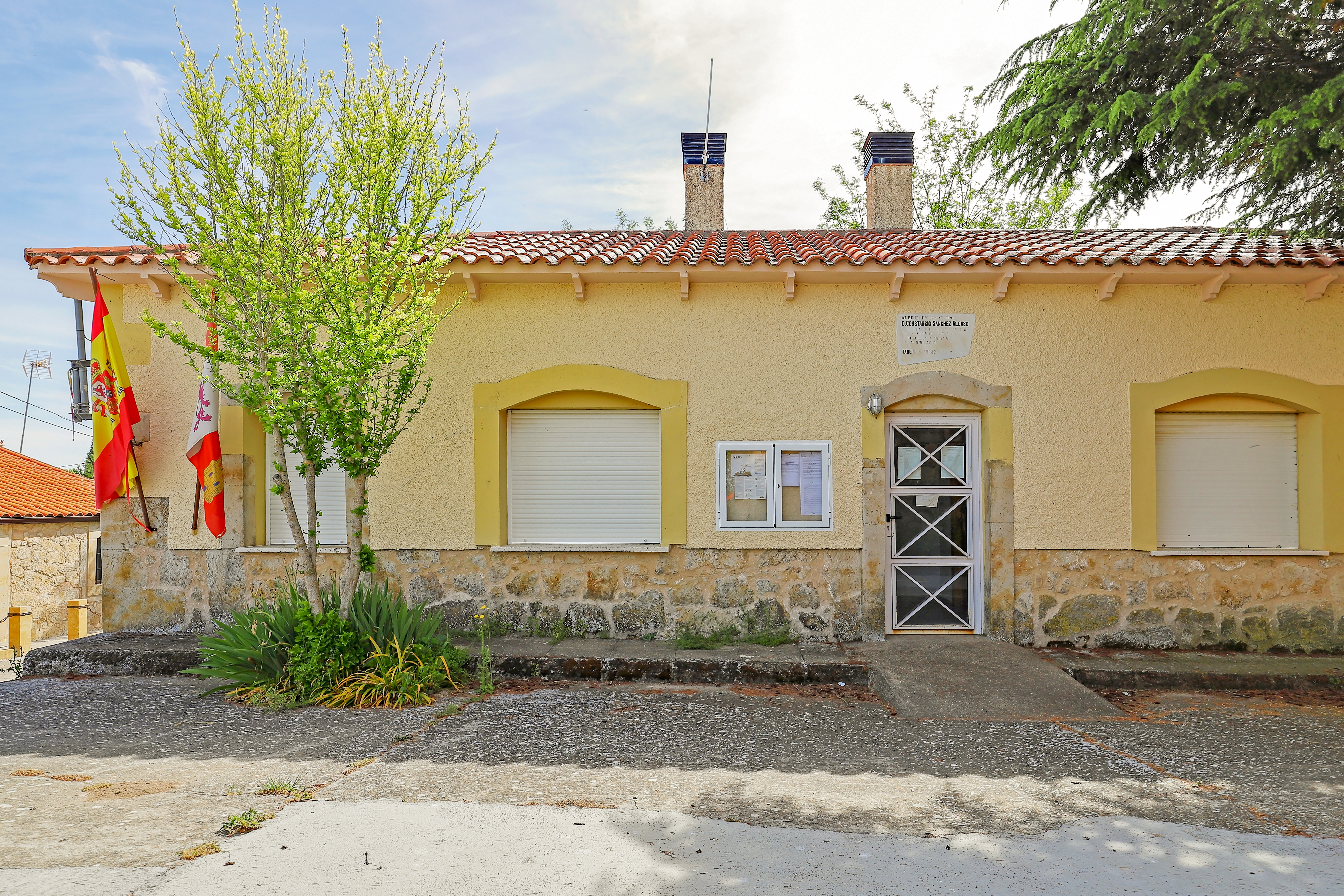
Casa consistorial

| Partido político                              | 2019  | 2019  | 2019       | 2015  | 2015  | 2015       | 2011  | 2011  | 2011       | 2007  | 2007  | 2007       | 2003  | 2003  | 2003       |
| Partido político                              | %     | Votos | Concejales | %     | Votos | Concejales | %     | Votos | Concejales | %     | Votos | Concejales | %     | Votos | Concejales |
| Partido Popular (PP)                          | 65,63 | 42    | 4          | 64,18 | 43    | 4          | 68,42 | 39    | 4          | 65,63 | 42    | 4          | 63,01 | 46    | 4          |
| Partido Socialista Obrero Español (PSOE)      | 39,06 | 25    | 1          | 32,84 | 22    | 1          | 31,58 | 18    | 1          | 37,50 | 24    | 1          | 52,05 | 38    | 1          |
| Unidad Regionalista de Castilla y León (URCL) | —     | —     | —          | —     | —     | —          | —     | —     | —          | —     | —     | —          | 2,74  | 2     | 0          |

## Patrimonio

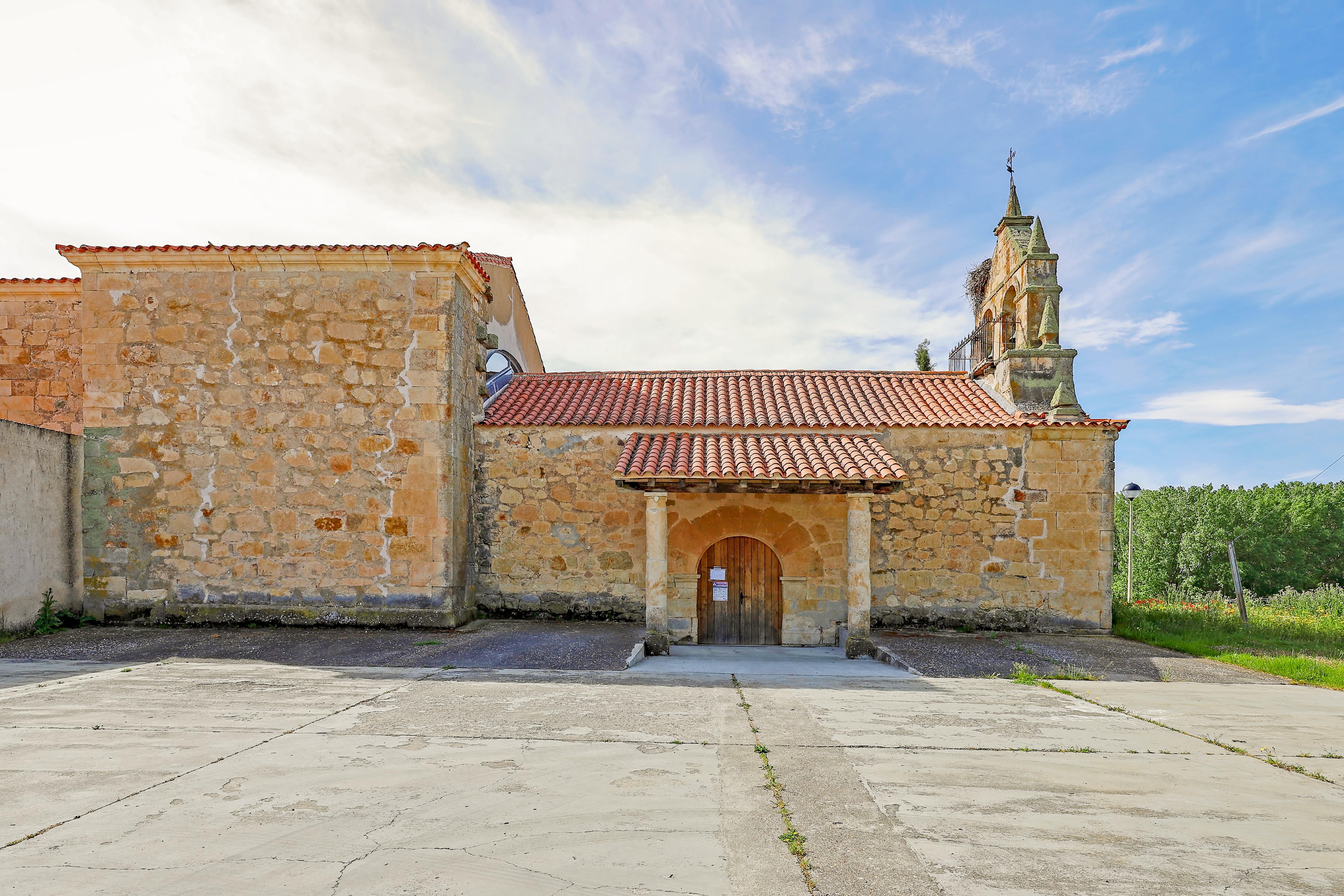
Iglesia parroquial de San Juan Bautista

- Iglesia parroquial de San Juan Bautista.
- Iglesia de Santiago Apóstol, en Tabera de Arriba.